# Jútokutaiši Akijama
Jútokutaiši Akijama (japonsky 秋山 祐徳太子, Akijama Jútokutaiši; 1935 – 3. dubna 2020, Zama) byl japonský umělec, fotograf a příležitostný politik.

## Životopis
Akijama se narodil v roce 1935 v Tokiu a studoval gravírování na Umělecké škole Musašino, předchůdce Umělecké univerzity Musašino a poté pracoval jako průmyslový designér pro elektrotechnickou společnost. Od roku 1965 začal vystavovat vlastní cínové rytiny a další práce. V letech 1975 a 1979 se zúčastnil voleb na guvernéra Tokia a do své kampaně začlenil pop art.
Výstavy jeho práce zahrnovaly „Akijama Jútokutaiši no sekai-ten“ (秋山祐徳太子の世界展) v Ikeda 20-Seiki Bidžucukan (池田20世紀美術館, Itó, Šizuoka) v roce 1994.
Od roku 1999 do roku 2003 byl Akijama pomocným profesorem na Univerzitě v Sapporo.
V letech 1992–2009 se Akijama připojil k umělcům Genpei Akasegawa a Jutaka Takanaši v neformální skupině Raika Dómei.
Akijama se objevil ve filmu Júheiša / Terorisuto z roku 2007 od režiséra Masaa Adačiho.
Díla Akijamy jsou ve stálé sbírce muzea moderního umění Tokušima.

## Knihy
- Cúzokuteki geidžucuron: Poppu-áto no tatakai (通俗的芸術論 ポップ・ア-トのたたかい). Tokio: Dojó Bidžucuša, 1985. (japonsky)
- Hómacu kecudžin recuden: Širazaru čó-zen'ei (泡沫桀人列伝 知られざる超前衛). Tokio: Nigenša, 2002. ISBN 4-544-02037-9. (japonsky)
- Buriki otoko (ブリキ男). Tokio: Šóbunša, 2007. ISBN 978-4-7949-6708-4. (japonsky)
- Tennen ródžin: Konna ni tanoší dokkjo-seikacu (天然老人 こんなに楽しい独居生活). ASCII Šinšo. Tokio: ASCII Media Works, 2008. ISBN 978-4-04-867241-2. (japonsky)